# Neferrenpet (chaty de Ramsés II)
| nfr | rnp | t · Z1 |

| nfr | rnp | t · Z1 |

Neferrenpet fue un chaty de Ramsés II (dinastía XIX). Ocupó este cargo en la administración y el gobierno del Alto Egipto desde el año cincuenta y siete de Ramsés. También era Sumo sacerdote de Ptah, nombramiento que dependía del faraón, y cuya función era reemplazarlo en los ritos sagrados y dirigir el clero de Menfis. 
Miembro de una familia noble de Menfis, se conoce el nombre de sus padres por la piedra angular de su tumba menfita, que ahora se conserva en el museo de la ciudad de Liverpool. Este monumento, que cubría la capilla funeraria del chaty, fue dedicada por su hijo, padre divino de Ptah, Bakenptah.
Neferrenpet era hijo de un juez de su mismo nombre y de la dama Kafri. Se casó con una dama llamada Tapypu, con quien tuvo seis hijos, dos varones: Bakenptah e Inuhayet, y cuatro mujeres: Tauretjaty, Res, Henutmet y Nehet.

## Carrera política

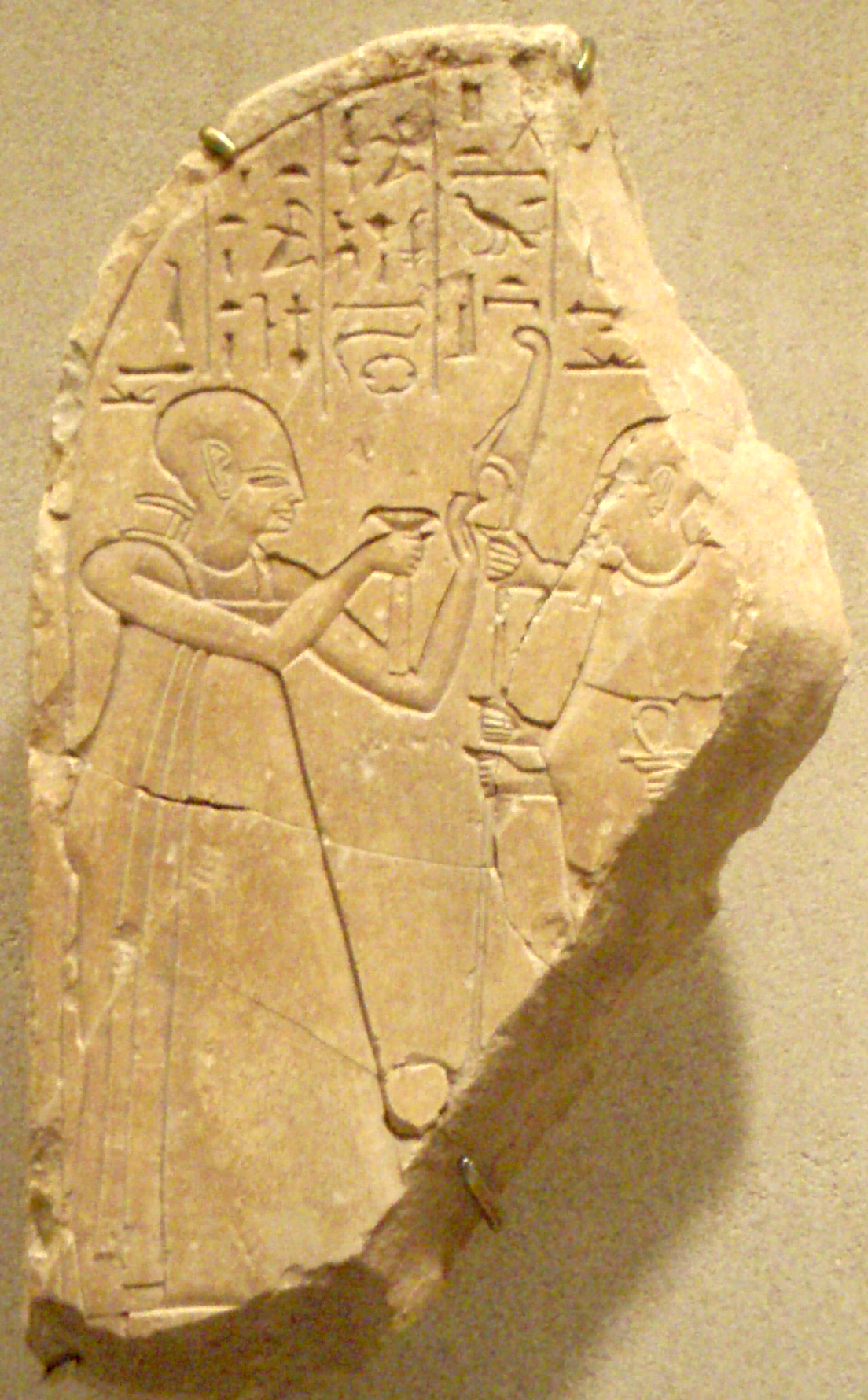
Neferrenpet con el shenep, característico de su cargo.
Metropolitan Museum of Art.

Según los estudios de Charles Maystre, Neferrenpet pertenecía al clero del dios Ptah, donde ocupó puestos de responsabilidad como el de Padre-Divino y profeta de Ptah, antes de ser nombrado sumo sacerdote de Ptah por Ramsés, tras el fallecimiento del príncipe Jaemuaset en el año 55.
En el año 57 Neferrenpet accedió al cargo de chaty, en el que permaneció durante el resto del reinado de Ramsés. Como tal, estuvo a cargo de la finalización de la tumba real (KV7) y dirigió las obras realizada en Tebas y su región. También fue el responsable de anunciar el décimo y undécimo Heb Sed del rey, como quedó grabado en varios monumentos.
También fue nombrado por Ramsés Director de todos los dioses del Alto y el Bajo Egipto, con lo que estaba a la cabeza de todo el clero del país. Con este título organizó una gran fiesta en Karnak, en honer de Amón. La combinación de los altos cargos administrativos y sacerdotales hizo de Neferrenpet una de las personas más poderosa de finales del reinado.
Es probable que dejase el cargo de chaty durante el reinado de Merenptah, pero parece que conservó el de sumo sacerdote de Menfis, confirmando su posición como jefe de obras y maestro artesano. Terminó su carrera y, probablemente su vida, en Menfis. Volviendo a sus raíces familiares, decidió construir su tumba en la necrópolis de la antigua capital. 

## Tumba
Aunque Neferrenpet fue chaty del Alto Egipto, su tumba se encuentra en Saqqara parte por sus orígenes familiares y parte por su cargo de Sumo sacerdote del dios Ptah en Menfis.
Probablemente descubierta por los saqueadores o por los primeros exploradores de la necrópolis en el siglo XIX, los elementos significativos de este monumento fueron expoliados y se encuentran actualmente dispersos en varios museos del mundo. Entre 1984 y 1988, durante unas excavaciones realizadas por la Universidad de El Cairo, la tumba fue re-descubierta por Tawfik Sayed, justo al sur de la calzada procesional de Unis.
Consta de una entrada monumental, un patio y una capilla con piramidion. Este tipo de tumba-capilla típica de la necrópolis de Menfis durante el Imperio Nuevo, fue construida con ladrillos cubiertos con relieves de piedra caliza en la parte interior del monumento, de acuerdo con un modelo desarrollado en la decimoctava dinastía.
En la tumba se han hallado diferentes objetos: 
- El piramidion.[nota 2]
- Fragmentos de estatuas.[nota 3]
- Un ushebti[nota 4]

## Otros testimonios de su época
Como chaty del Alto Egipto, Neferrenpet se refleja en varios documentos: 
- Un ostracon descubierto en Deir el-Medina, en el que está inscrita una carta de Maanajtef, escriba del Lugar de la Verdad, para Neferrenpet.[3]
- Una estela conservada en el Museo Metropolitano de Arte en Nueva York que representa al chaty haciendo una ofrenda al dios Ptah.
- En Gebel Silsila aparece en un relieve de la fachada del templo principal, donde está representado acompañando a Ramsés II mientras hace una ofrenda a Ptah y Sobek.[4]
- En El-Kab, en un bloque reutilizado en los cimientos del templo de Nejbet, donde hay un texto con el nombre del chaty, en el que éste proclama el décimo o undécimo aniversario del faraón.

A veces se le atribuye el pequeño monumento que representa por un lado a Ramsés II como un niño con su dedo en la boca y el uso de la trenza de los príncipes reales, y en el otro lado un chaty que realiza una ofrenda a Ptah en la actitud y con la iconografía muy cercana a la del monumento con su nombre que se conserva en Nueva York.

### Citas
1. ↑  Rammant-Peeters, 1983, p. 39-41
2. ↑  Maystre, 1992, p. 156-157
3. ↑  Kitchen, 2001, p. 34
4. ↑  Kitchen, 2001, p. 32